# La Lune et les Feux
La Lune et les Feux (La luna e i falò en italien) est le dernier roman de Cesare Pavese. 
Il le commença le 18 septembre 1949 pour le terminer le 9 novembre de la même année. La publication attendra le mois d'avril de l'année suivante.